# Le Grand Bidule
Pour plus de détails, voir Fiche technique et Distribution.
Le Grand Bidule est un film français de Raoul André sorti en 1967.

## Synopsis
Un scientifique de l'Est passe en France où il est censé perfectionner une de ses inventions. Mais il est beaucoup plus intéressé par le fait d'en profiter et de s'amuser.

## Fiche technique
- Titre : Le Grand Bidule
- Réalisation : Raoul André
- Scénario et dialogues : Jacques Dreux et Guy Lionel
- Directeur de la photographie : Jean Tournier
- Son : Raymond Gauguier
- Musique : Darry Cowl
- Sociétés de production : "Productions Jacques Roitfeld" et "Greenwich Film Production"[1]
- Producteur : Serge Silberman et Georges Roitfeld[1]
- Pays :  France
- Format : Noir et blanc - mono - 1,33:1 - 35 mm
- Genre : Comédie
- Durée : 90 minutes
- Date de sortie en salles : 21 juin 1967 (France)
- Affiche : Guy-Gérard Noël (France)

## Distribution
- Francis Blanche : Gopek
- Jean Poiret : Verdier
- Michel Serrault : Pounet
- Darry Cowl : Barratier
- Micheline Dax : Lola
- François Cadet : Blackman
- Hubert de Lapparent : le consul
- Bernard Dhéran : Morrisson
- Jean Hébey : le ministre
- Anne Berry : Éliane
- Clément Michu : l'agent Baudry
- Henry Djanik : le président de Royal Benzine
- André Badin : le secrétaire du consul

## Tournage
Ce film a été tourné en partie à Seraincourt (Val d'Oise) :
- 26 min 24 s : ancienne scierie située à l'intersection de la RD43 et de la RD913 et totalement disparue depuis.
- 42 min 40 s : maison de l'ancien maire M. Fontaine
- 57 min 41 s : Seraincourt centre
- 1 h 03 min 47 s : moulin de Néranval, en bordure de la RD913, juste avant l'entrée dans Oinville.
- 1 h 06 min 05 s : Seraincourt centre
- 1 h 18 min 21 s : rue Normande
- 1 h 21 min 28 s : entrée de Seraincourt, croisement de la RD43 et du chemin des carrières
- 1 h 21 min 40 s : décor fabriqué à Seraincourt dans la menuiserie de l'ancien maire Mr Fleuret